# Trương Thừa (Tào Ngụy)
Trương Thừa (tiếng Trung: 張承; bính âm: Zhang Cheng; ? – ?), tự Công Tiên (公先), là quan viên dưới quyền quân phiệt Viên Thuật và Tào Tháo thời Tam Quốc trong lịch sử Trung Quốc.

## Cuộc đời
Trương Thừa quê ở huyện Tu Vũ, quận Hà Nội, Tư Lệ, là con trai thứ của thái úy Trương Diên, cháu của tư đồ Trương Hâm. Trương Thừa ban đầu được bổ nhiệm làm thị lang, sau dời làm Y Khuyết đô úy.
Năm 190, Đổng Trác chuyên quyền, khiến nhiều người phẫn nộ. Trương Thừa nắm giữ quân đội trong tay, muốn liên kết với các quan lại ám sát Trác, bèn hỏi ý anh trai Trương Phạm cùng em trai Trương Chiêu. Chiêu phân tích kế này không có khả năng thành công. Thừa liền từ quan về nhà, cùng anh em dời nhà đến Dương Châu tị nạn.
Năm 192, Viên Thuật giết thứ sử Trần Ôn, chiếm đóng bắc Dương Châu, muốn mời Trương Phạm ra làm quan. Phạm từ chối, nhưng phái em trai Trương Thừa đến gặp mặt cảm tạ, thay thế bản thân. Đến năm 197, Thuật muốn xưng đế, liền hỏi ý Trương Thừa, nói rằng bản thân muốn làm Tề Hoàn, Hán Cao bình định loạn thế. Trương Thừa ngỏ ý rằng: Đức hạnh mới quan trọng, không thể chỉ nhìn vào lực lượng. Nếu không, dù có dấy quân, mà không được người trong thiên hạ ủng hộ, thì vĩnh viễn không bao giờ thành công. Năm 199, Thuật biết tin Tào Tháo muốn đánh Hà Bắc chống lại Viên Thiệu, liền nói với Trương Thừa rằng Tào Tháo không biết tự lượng sức mình, chắc chắn thất bại. Thừa ngược lại nhận định Tào Tháo tất thắng. Thuật tỏ vẻ bất mãn, Trương Thừa liền bỏ đi.
Năm 205, Tào Tháo bình định Hà Bắc, phái người đến tịch Trương Phạm vào triều. Phạm bị bệnh, phải ở lại Bành Thành, sai Trương Thừa đến gặp Tháo, được phong làm Gián nghị đại phu.
Năm 213, Tào Tháo được phong làm Ngụy công, lấy Trương Thừa làm Thừa tướng tòng quân tế tửu thân phận lãnh thái thú Triệu quận. Năm 217, Tào Tháo tham chiến Hán Trung, triệu Thừa đến Trường An tham quân sự, sau mắc bệnh qua đời.

## Gia đình
- Trương Tiển (張戩), con trai của Trương Thừa, từng bị sơn tặc bắt giữ, nhờ Trương Phạm cầu tình mà được thả.

## Trong văn hóa
Trương Thừa không xuất hiện trong tiểu thuyết Tam quốc diễn nghĩa của La Quán Trung.